# Mentes poderosas (película)
Mentes poderosas (título original en inglés: The Darkest Minds) es una película estadounidense de ciencia ficción y acción de 2018 dirigida por Jennifer Yuh Nelson y escrita por Chad Hodge. La película fue estrenada en cines en formato IMAX. Está basada en la novela de Alexandra Bracken del mismo nombre y es protagonizada por Amandla Stenberg, Harris Dickinson, Skylan Brooks, Miya Cech y Mandy Moore.

## Sinopsis
En un futuro distópico, una plaga mata a casi el 90 por ciento de los jóvenes en los Estados Unidos. Los que sobreviven desarrollan superpoderes. Se clasifican por colores: Verde (inteligencia aumentada), Azul (telequinesis), Amarillo (puede manipular la electricidad), Rojo (puede controlar el fuego) y Naranja (telepatía y control mental). Los jóvenes rojos y naranjas se consideran tan peligrosos que se los sacrifica. El resto está confinado en campos. Ruby Daly es una Naranja, pero toca al médico que la está clasificando y le mete en la cabeza el pensamiento de que ella es una Verde y la colocan en un campamento. 
Seis años después, un grupo de resistencia llamado Liga de los Niños la ayuda a escapar. Cate, una trabajadora del campamento, le da a Ruby un botón de pánico que puede activar como rastreador si está en peligro. Mientras toca a Rob, otro miembro de la Liga, Ruby sospecha de sus intenciones. Ella escapa de la Liga con una chica muda llamada Suzume (Zu), una Amarilla. Zu lleva a Ruby con Liam, un azul, y su amigo Charles (Chubs), un verde. Los tres acuerdan dejar que Ruby se una a ellos mientras intentan llegar a "East River", un supuesto refugio seguro liderado por un Naranja llamado " Slip Kid". 
En un centro comercial abandonado, se cruzan con otro grupo de supervivientes. Los demás saben dónde está East River, pero la única pista que revelan (debido a la sutil influencia del poder de Ruby) son las letras "E.D.O." Chubbs finalmente deduce que se trata de una frecuencia de radio, lo que revela una transmisión de que East River está en Lake Prince, Virginia. El grupo sorprende a Ruby diciéndole que la llevarán a su antigua casa en Salem, Virginia, con la esperanza de que pueda reconciliarse con sus padres. Al verlos a través de la puerta de cristal, se da cuenta de que hizo que la olvidaran y sale corriendo. Se encuentra con Liam, quien la consuela. 
Comienzan a desarrollar una conexión romántica, pero Ruby se niega a tocarlo por temor a que sus poderes lo lastimen. Lady Jane ha capturado a Chubbs y Zhu luego tiende una emboscada a Ruby y Liam, pero Ruby domina a Lady Jane para que puedan escapar, revelando su identidad Naranja al grupo. El grupo abandona su camioneta después de un pequeño malentendido y luego camina con éxito hasta el refugio seguro en East River. En East River, se revela que Slip Kid es el hijo del presidente, Clancy Gray. Él le enseña a Ruby cómo controlar sus poderes y, finalmente, convence a Ruby para que lo ayude a descubrir cómo borrar los recuerdos de las personas cuando ella le pide a Chubbs, que añora su hogar, que use la computadora para comunicarse con sus padres. 
Durante este proceso, Clancy controla su mente e intenta besarla. Se revela que Clancy está usando sus poderes para controlar el gobierno y quiere usar sus nuevos poderes de borrado de memoria para poner a Ruby de su lado y olvidar a sus amigos, pero ella logra escapar con los demás. Liam huye con todos los jóvenes del refugio, mientras Ruby se enfrenta a Clancy, destruye el campamento y escapa con Chubs. Chubs resulta gravemente herido, lo que no le deja a Ruby otra opción que usar su botón de pánico para pedir ayuda a la Liga. 
La Liga lleva a Chubs a un hospital y deja que Zu se vaya con una familia protectora. Ruby convence a Cate de que libere a Liam a cambio de ocupar su lugar como soldado en la Liga. Sabiendo que Liam nunca se irá sin ella, Ruby lo besa y borra todos sus recuerdos de ella misma. Liam abandona el campamento, mientras Ruby comienza su entrenamiento con sus compañeros jóvenes y poderosos de la Liga. En otra parte, Clancy observa al ejército estadounidense y a las fuerzas gubernamentales.

## Reparto
- Amandla Stenberg como Ruby Daly, la hija de Paul y Molly, una chica de 16 años que huye del campamento del gobierno y se une a un grupo de jóvenes.[2]
  - Lydia Jewett como Ruby de joven.
- Harris Dickinson como Liam, quien también desarrolla poderes sobreviviendo a la enfermedad.[3]
- Skylan Brooks como Charles "Chubs" Meriwether[4]
- Miya Cech como Suzume "Zu" Kimura[5]
- Mandy Moore como Dra. Cate Connor, una doctora miembro de la lucha contra el gobierno.[6]
- Patrick Gibson como Clancy Gray, el apuesto hijo del presidente, posee el poder de entrar a la mente de las personas.[7]
- Gwendoline Christie como Lady Jane, una cazarrecompensas de jóvenes que escapan del campamento.[8]
- Golden Brooks como Molly Daly, la madre de Ruby y esposa de Paul.[9]
- Wallace Langham como Dr. Viceroy
- Bradley Whitford
- Mark O'Brien como Rob Meadows

## Producción
El 15 de septiembre de 2014 se anunció que 20th Century Fox había comprado los derechos de la novela The Darkest Minds de Alexandra Bracken, la primera novela en su serie The Darkest Minds. Shawn Levy produciría la película junto a Dan Levine y Dan Cohen con 21 Laps Entertainment, mientras que Chad Hodge escribiría la adaptación. El 12 de julio de 2016, se reportó que la directora de animación Jennifer Yuh Nelson había sido contratada para dirigir la película, siendo su primer proyecto en acción real.
El 26 de septiembre de 2016, Amandla Stenberg se unió a la película para interpretar a Ruby Daly. El 17 de enero de 2017 se reportó que el actor nuevo Harris Dickinson había firmado para interpretar a Liam. En febrero de 2017, Miya Cech se unió para interpretar a Zu, y Skylan Brooks para interpretar a Chubs. En marzo de 2017, Mandy Moore se añadió para interpretar a Cate y Patrick Gibson a Clancy Gray. Gwendoline Christie interpretará a una cazarrecompensas. En abril de 2017, Golden Brooks se unió para interpretar a la madre de Daly.
La fotografía principal comenzó en abril de 2017 en Atlanta, Georgia.

## Recepción
The Darkest Minds ha recibido reseñas generalmente negativas de parte de la crítica y mixtas de la audiencia. En el portal de internet Rotten Tomatoes, la película posee una aprobación de 15%, basada en 141 reseñas, con una calificación de 4.1/10, mientras que de parte de la audiencia tiene una aprobación de 72%, basada en más de 2500 votos, con una calificación de 3.9/5.
El sitio web Metacritic le ha dado a la película una puntuación de 39 de 100, basada en 28 reseñas, indicando "reseñas generalmente desfavorables". Las audiencias encuestadas por CinemaScore le han dado una "B" en una escala de A+ a F, mientras que en el sitio IMDb los usuarios le han dado una calificación de 5.7/10, sobre la base de 32 765 votos. En la página web FilmAffinity la cinta tiene una calificación de 4.6/10, basada en 2501 votos.